# Templo Canoviano

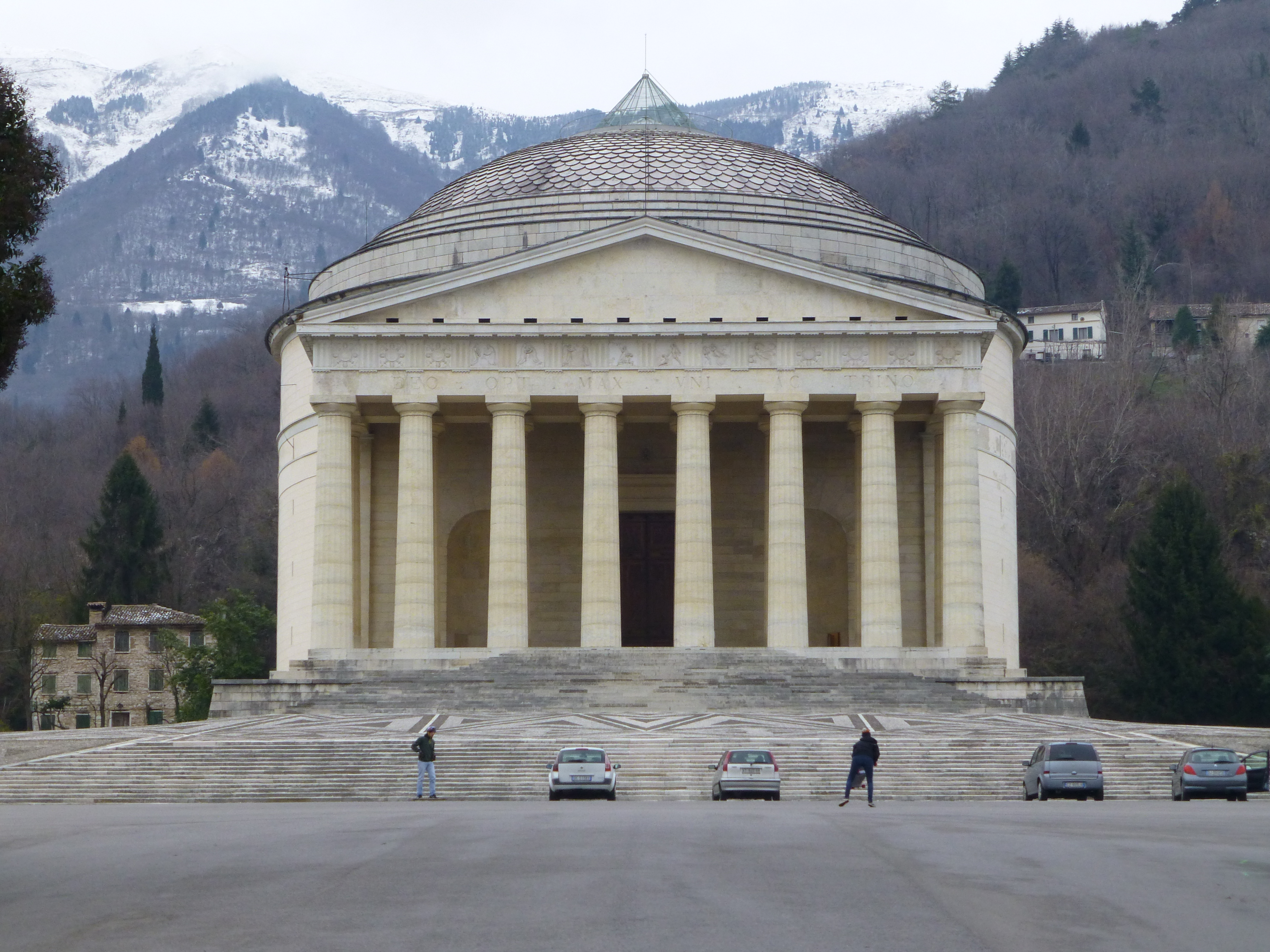
O templo Canoviano

O Templo Canoviano é uma igreja da Itália, localizado em Possagno.
Foi projetado por Antonio Canova com o auxílio de arquitetos profissionais. A pedra fundamental foi lançada em 11 de julho de 1819, e com a morte de Canova em 1822 o projeto foi continuado pelo seu meio-irmão Giovanni Battista Sartori, sendo inaugurado em 1830. Sua estrutura segue de perto o Panteão de Roma, mas em uma versão mais compacta, sintética e de menores dimensões, com um pórtico em colunata dórica que sustenta um frontão clássico, e tendo o corpo principal do prédio coberto por uma cúpula. Também comporta uma abside, ausente no modelo romano. O conjunto está situado no topo de uma colina, dominando Possagno, e cria um efeito paisagístico impactante. Foi nesse templo que o corpo do artista veio a ser sepultado.